# Хейл-Боп
Хейл-Боп  (C/1995 O1) е името на най-наблюдаваната комета на XX век и една от най-ярките за десетилетия. Тя се вижда с невъоръжено око в продължение на рекордните 18 месеца.
Кометата Хейл-Боп е открита от двама американски любители астрономи – Алан Хейл  от Ню Мексико и Томас Боп  от Аризона на 23 юли 1995 година. Кометата е преминавала вече покрай Земята преди 4200 години. В деня, в който е открита, тя е от единадесета звездна величина и се намира на разстояние 7,2 AU от нашето Слънце. Хейл-Боп преминава най-близко до Земята на 22 март 1997 година на разстояние 1,315 AU, а достига перихелия на орбитата си на 1 април 1997 година, когато преминава на разстояние 0,914 AU от Слънцето. Наблюденията на астрономите показват, че ядрото на кометата Хейл-Боп се завърта веднъж на всеки 12 часа.

## Орбита
Орбитата на кометата е доста голяма, като астрономите са изчислили, че първото ѝ преминаване през Слънчевата система е било през юли 2215 г. пр.н.е. Тогава тя е била близо до сблъсък с Юпитер.

## Инцидент
През март 1997 г., 39 души от сектата „Райска порта" (Heaven's Gate) извършват масово самоубийство с намерението душите им да се телепортират на предполагаем извънземен космически кораб, летящ зад кометата. Те вярват, че физическите им тела са „черупка“, и че така вече са на „следващия етап“.